# Radek Valenta
Radek Valenta (* 11. února 1976 Sokolov) je český herec.

## Život
V letech 1990–1996 vystudoval Státní konzervatoř, hudebně-dramatický obor.

## Filmografie
- Princezna ze mlejna (1994)
- O zakletém pokladu (1994)
- Kulihrášek a zakletá princezna (1995)
- Princezna ze mlejna 2 (1999)
- Malvína (2003)
- Psí kus (2005)
- Ošklivka Katka (2008)
- Prach (2015)

## Rozhlasové role
- 2013 William Shakespeare: Julius Caesar. Přeložil, pro Český rozhlas upravil a režii má Jiří Josek. Dramaturg Hynek Pekárek. Hudba Milan Svoboda. Osoby a obsazení: Trebonius (Michal Pavlata), Decius (Jaromír Meduna), Julius Caesar (Alois Švehlík), Casca (Pavel Nečas), Calpurnia, Caesarova manželka (Apolena Veldová), Marcus Antonius (Igor Bareš), Marcus Brutus (Radek Valenta), Cassius (Ivan Řezáč), Lucius (Martin Sucharda), Porcia, Brutova manželka (Lucie Štěpánková), věštec (Stanislav Oubram), Artemidorus (Ilja Racek), Caesarův sluha (Miroslav Hruška), Antoniův sluha (Michal Slaný) a další. (101 min)[1]. Načetl také audioknihu Biomanželka a audioknihu Biomanžel (vydala Audiotéka, 2015). V roce 2018 načetl audioknihu Kruh (vydala Audiotéka).